# Przegląd Lokalny
Przegląd Lokalny – ukazuje się od 1991 roku w każdy czwartek na terenie Knurowa, Gierałtowic i Pilchowic. Początkowy był to miesięcznik, potem dwutygodnik a obecnie tygodnik. Ze względu na swój lokalny charakter tygodnik na swoich łamach zamieszcza przede wszystkim informacje dotyczące miejscowej społeczności – aktualności, problemy dotykające mieszkańców, informacje sportowe i kulturalne oraz rubryki poświęcone rozrywce i hobby. Wydawcą pisma jest Centrum Kultury w Knurowie.
W 2018 roku fotoreportaż „W pracy” autorstwa Krzysztofa Gołucha, współpracownika Przeglądu Lokalnego, zdobył I miejsce w kategorii Życie codzienne prestiżowego konkursu Grand Press Photo 2018.